# Alles in Butter (Hörfunksendung)
Alles In Butter (Untertitel Das Magazin fürs Genießen) ist eine Hörfunksendung, die seit 2015 jeden Samstag von 14:05 bis 15 Uhr auf WDR 5 gesendet wird.
Der Schwerpunkt liegt auf der Zubereitung von Speisen, Trends und Qualität von Nahrungsmitteln, Gastronomie, Kochliteratur, Küchengeräten und -technik. Zumeist wird ein bestimmtes Thema für eine Folge ausgewählt, dazu werden passende Gerichte und entsprechende Produkte entwickelt und im Studio probiert. Ergänzend gibt es in einzelnen Folgen Produkttests, bei denen Nahrungsmittel, darunter auch Fertiggerichte, von sachkundigen Gästen, z. B. von Mitgliedern des Slow Food e.V., verkostet und bewertet werden.
Zu den Folgen werden Rezepte von Helmut Gote und Testberichte auf der Website der Sendung als Angebot des WDR veröffentlicht.
Die Sendung steht nach Ausstrahlung als Podcast zum Herunterladen zur Verfügung.